# 渡邊一正 (実業家)
渡邊 一正（わたなべ かずまさ、1943年1月11日 - ）は、日本の実業家。群馬銀行相談役、元同行会長。

## 人物・経歴
群馬県出身。群馬県立太田高等学校を経て、1966年3月高崎経済大学経済学部卒業後、同年4月群馬銀行入行。1990年2月舘林支店長、1992年11月営業企画部長、1994年6月太田支店長。1995年6月取締役。1997年10月営業統括部長。1999年6月常務。2005年6月専務。2007年6月副頭取。2010年6月会長。2011年6月より相談役。